# Szinkron digitális hierarchia
A szinkron optikai hálózat (SONET, Synchronous Optical NETworking), európai nevén szinkron digitális hierarchia (SDH, Synchronous Digital Hierarchy) a PDH rendszer utódja, egy optikai kábel alapú szinkron hálózat.  Amerikában fejlesztették ki, a szabvány pontos meghatározása a Telcordia GR-253-CORE cikkében található.  Az európai változat az amerikai SONET-re épül, azzal kompatibilis.
A legfontosabb különbség a PDH és az SDH között az, hogy az SDH órajelei szigorú szinkronban vannak.  Ez nem jöhetett volna létre hálózati óra technológiák és az atomóra nélkül.
| Optikai hordozó szint | Keretformátum | SDH szint | Keretformátum | Vonali sebesség (kbit/s) |
| --------------------- | ------------- | --------- | ------------- | ------------------------ |
| OC-1                  | STS-1         | -         | -             | 51 840                   |
| OC-3                  | STS-3         | SDH-1     | STM-1         | 155 520                  |
| OC-9                  | STS-9         | -         | -             | 466 560                  |
| OC-12                 | STS-12        | SDH-4     | STM-4         | 622 080                  |
| OC-18                 | STS-18        | -         | -             | 933 120                  |
| OC-24                 | STS-24        | SDH-8     | STM-8         | 1 244 160                |
| OC-36                 | STS-36        | SDH-12    | STM-12        | 1 866 240                |
| OC-48                 | STS-48        | SDH-16    | STM-16        | 2 488 320                |
| OC-96                 | STS-96        | SDH-32    | STM-32        | 4 976 640                |
| OC-192                | STS-192       | SDH-64    | STM-64        | 9 953 280                |
| OC-256                | STS-256       | -         | -             | 13 271 040               |
| OC-384                | STS-384       | -         | STM-128       | 19 906 560               |
| OC-768                | STS-768       | -         | STM-256       | 39 813 120               |
| OC-1536               | STS-1536      | -         | STM-512       | 79 626 240               |
| OC-3072               | STS-3072      | -         | STM-1024      | 159 252 480              |